# Santiago Massana i Urgellés
Santiago Massana i Urgellés (Barcelona, 5 de juny de 1889 - ?) fou un futbolista català de les dècades de 1900 i 1910.

## Biografia
Va néixer a la Ronda de Sant Antoni de Barcelona, fill de Fèlix Massana i Vadell, natural de Vilanova i la Geltrú, i de Fanny Urgellès i Marrugat, natural de Barcelona.
Anomenat Tiago, jugava a la posició de defensa. Destacava per la seva alçada fet que imposava respecte als contraris. Començà a l'Ibèric FC el 1903, on coincidí amb Pere Gibert, company més tard a X SC i Espanyol. Ingressà al Club X el 1904, on fou tres cops campió de Catalunya. Fitxà el 1909 pel RCD Espanyol, on coincidí amb el seu germà Alfred, i a la majoria de membres de l'X. Fou un defensor dur i contundent. En un partit contra l'Espanya es va trencar una cama, fet que va fer perillar la seva vida futbolística, necessitant més d'un any per recuperar-se. La temporada 1915-16 fitxà pel FC Barcelona, on ja hi jugava el seu germà, acabant la seva carrera al FC Terrassa, Universitari SC, la 1918-19 fou jugador del FC Vilafranca i de nou a l'Espanyol la temporada 1921-22. També fou internacional amb la selecció catalana de futbol amb la qual guanyà la Copa Príncep d'Astúries. Tant al Barça com a l'Espanyol tornà a ser campió de Catalunya, acabant amb set campionats catalans al seu palmarès.
A més del futbol, practicà altres esports com l'atletisme o el rugbi. Fou un brillant atleta. Fou plusmarquista de triple salt (1916) i llançament de pes (1917).
El 1922 marxà de Barcelona cap a la conca amazònica, on comprà una illa la l'estat de Pará i s'hi establí.

## Palmarès
X SC
- Campionat de Catalunya: 3
  - 1905-06, 1906-07, 1907-08

RCD Espanyol
- Campionat de Catalunya: 3
  - 1911-12, 1914-15, 1917-18

FC Barcelona
- Campionat de Catalunya: 1
  - 1915-16

## Repercussió
Llucià Oslé en va fer una reproducció escultòrica en bronce, anomenada "El Campió" que va ser presentada a la VI Exposició Internacional d'Art, al Palau de Belles Arts de Barcelona. Per a l'Exposició Internacional de 1929 aquesta escultura va ser ubicada a l'Estadi Olímpic per a l'Exposició Internacional de 1929, formant part d'una parella de peces de temàtica esportiva. Originàriament estava ubicada en una de les cantonades de la tribuna lateral. Actualment aquesta escultura es troba exposada al Museu Olímpic i de l'Esport Joan Antoni Samaranch.